# Driving Rain
Driving Rain — двенадцатый сольный студийный альбом Пола Маккартни, записанный и выпущенный 12 ноября 2001 года, за 17 дней до смерти его друга из The Beatles Джорджа Харрисона, умершего от рака лёгких. Это первый альбом после публичного объявления об отношениях Маккартни с бывшей моделью и активисткой движения против противопехотных мин Хизер Миллс, на которой он женился в 2002. Обложка альбома сделана на основе фотографии, снятой Полом встроенной фотокамерой его наручных часов. Две песни в альбоме написаны совместно Полом и его сыном Джеймсом.

## Об альбоме
В альбом Driving Rain вошло большое количество песен, сочиненных благодаря вдохновению от отношений с Хизер Миллс. Очевидно, Маккартни решил продолжить в создании очередного альбома методику, применённую при работе над предыдущим студийным альбомом Run Devil Run — поскольку, за исключением двух песен, альбом был записан под руководством Маккартни и продюсера Дэвида Кана за две недели, начиная с февраля 2001. В записи принимали участие музыканты нового аккомпанирующего состава, приглашенные Маккартни для участия в предстоящем после выпуска альбома туре. Альбом записывался в Лос-Анджелесе, на студии Henson Recording Studio. Последние коррективы в запись и сведение альбома были сделаны в июне 2001, после чего альбом начали готовить к тиражированию и выпуску.
11 сентября 2001 Маккартни летел на самолёте в Нью-Йорк, когда стало известно о террористической атаке на башни Всемирного торгового центра и другие цели в США; Маккартни мог стать свидетелем происходящий событий прямо из своего кресла в салоне самолёта. Будучи взволнованным и разгневанным произошедшей трагедией, он написал песню «Freedom», а затем организовал (вместе с кинопродюсером Харви Вайнштейном) «Концерт для Нью-Йорка» (The Concert for New York City) — большой концерт в поддержку пострадавших в терактах и как «моральный ответ террористам», в котором приняло участие большое количество звёзд шоу-бизнеса (таких, как The Who, Мик Джаггер, Кит Ричардс, Эрик Клэптон, Bon Jovi, Destiny's Child), состоявшийся 20 октября в Нью-Йорке, в зале «Медисон-сквер-гарден» при огромном стечении публики. После концерта Маккартни распорядился прервать печатание альбома и добавить в него песню «Freedom», записанную во время концерта; сам диск был переделан, но оформление не было изменено, так что «Freedom» оказалась на первых тиражах альбома «скрытым треком», не обозначенным в списке песен. Только что выпущенный сингл с песней «From a Lover to a Friend» (который достиг в британском чарте 45-го места) был срочно переделан с добавлением туда «Freedom». Все доходы от продажи сингла МакКартни перечислил в фонд помощи пожарным Нью-Йорка в связи с событиями 11 сентября.
В мае 2007 в интервью Маккартни говорил, что есть те, кто усматривает «милитаристские» смыслы в «Freedom», и поэтому он исключил её из списка песен, исполняемых им в туре 2007 года, хотя он считает, что она может быть возвращена в программу концерта в его следующем туре по США. Также Маккартни говорил об этой песне: «Я думал, что она написана с большим чувством — и тем более это было сразу после 11 сентября. Я думал, что это было правильное чувство. Но это было не совсем точно понято. И в песне были услышаны несколько „воинственные“ смыслы, и вы можете обнаружить, что мистер Буш довольно много высказывал подобные идеи, — но я старался высказать в песне немного другое».

## Выпуск альбома
Альбом Driving Rain вышел 12 ноября 2001; отзывы в основном были очень хорошими, но многих поразило низкое количество продаж, особенно учитывая, что предыдущий студийный альбом Маккартни со «свеженаписанными» песнями (а не как Run Devil Run, где были записан в основном рок-н-роллы конца 1950-х годов), Flaming Pie, попал в список лучших 20 альбомов как в США, так и в Великобритании. Возможно, из-за того, что не было выпущено хитового сингла в поддержку альбома, Driving Rain добрался в чарте британских альбомов только до 46-й позиции и стал наиболее плохо продававшимся альбомом Маккартни в Великобритании. Реакция публики в США была немного лучше, хотя и без восторгов, в силу чего альбом поднялся в американском чарте до 26-й позиции и был сертифицирован как «золотой». В США в поддержку альбома также не было выпущено ни одного сингла с «хитовой» песней.
В апреле 2002 Маккартни начал тур по США под названием «Driving USA», который был очень успешным, так же как и последующий мировой тур. После четырёх трудных лет, прошедших после потери Линды, Маккартни вновь вернулся на успешный путь и был доволен тем, что и как он делает.

## Список композиций
Слова и музыка всех песен — Пол Маккартни, кроме указанных особо.
| №   | Название                     | Автор(ы)                        | Длительность |
| --- | ---------------------------- | ------------------------------- | ------------ |
| 1.  | «Lonely Road»                |                                 | 3:16         |
| 2.  | «From a Lover to a Friend»   |                                 | 3:48         |
| 3.  | «She’s Given Up Talking»     |                                 | 4:57         |
| 4.  | «Driving Rain»               |                                 | 3:26         |
| 5.  | «I Do»                       |                                 | 2:56         |
| 6.  | «Tiny Bubble»                |                                 | 4:21         |
| 7.  | «Magic»                      |                                 | 3:59         |
| 8.  | «Your Way»                   |                                 | 2:55         |
| 9.  | «Spinning on an Axis»        | Пол Маккартни, Джеймс Маккартни | 5:16         |
| 10. | «About You»                  |                                 | 2:54         |
| 11. | «Heather»                    |                                 | 3:26         |
| 12. | «Back in the Sunshine Again» | Пол Маккартни, Джеймс Маккартни | 4:21         |
| 13. | «Your Loving Flame»          |                                 | 3:43         |
| 14. | «Riding Into Jaipur»         |                                 | 4:08         |
| 15. | «Rinse the Raindrops»        |                                 | 10:08        |
| 16. | «Freedom» (студийный микс)   |                                 | 3:34         |

Поскольку песня «Freedom» была добавлена в альбом «в последнюю минуту», она не обозначена в списке треков на диске, оказавшись «скрытым треком». «Freedom» была записана во время благотворительного «Концерта для Нью-Йорка» (The Concert for New York City) в пользу пострадавших в терактах 11 сентября 2001; в концерте, организованном Маккартни, участвовали многие известные музыканты; затем к записи были добавлены несколько студийных наложений. Существует несколько изданий альбома с отличающейся обложкой, где «Freedom» обозначена в трек-листе как «официальный» трек.

### Эксклюзивный трек для iTunes
| №   | Название                                           | Автор(ы)      | Длительность |
| --- | -------------------------------------------------- | ------------- | ------------ |
| 17. | «Lonely Road» (Ремикс №2, сделанный Дэвидом Каном) | Пол Маккартни | 5:26         |

В 2007, когда iTunes Store добавлял коллекцию музыки Маккартни в свой ассортимент, к альбому был добавлен как эксклюзивный бонус-трек ремикс на песню «From a Lover to a Friend». Это один из двух ремиксов (второй — на песню «Freedom» из этого же альбома), записанных Дэвидом Каном и выпущенных на CD-сингле.

## Состав участников записи
- Пол Маккартни — вокал, бас-гитара, акустическая гитара, электрогитара, фортепиано, барабаны, испанская гитара, электропиано Fender Rhodes, перкуссия, тамбурин, шлепки по коленям (knee slaps)
- Эрик Клэптон — гитара (в «Freedom»)
- Расти Андерсон[англ.] — электрогитара, акустическая гитара, 12-струнная гитара, бэк-вокал, Pedal Steel Guitar, бас-гитара, Tampura, перкуссия
- Гейб Диксон (Gabe Dixon) — орган, фортепиано, электроорган Wurlitzer, бэк-вокал, электропиано Fender Rhodes, перкуссия
- Дэвид Кан — синтезатор, семплы, электрогитара, орган, Wurlitzer
- Эйб Лабориэл мл. (Abe Laboriel Jr.) — барабаны, перкуссия, тамбурин, бэк-вокал, аккордеон
- Джеймс Маккартни — электрогитара, перкуссия
- David Campbell — альт (в «Your Loving Flame»)
- Larry Corbett — виолончель (в «Your Loving Flame»)
- Joel Derouin — скрипка (в «Your Loving Flame»)
- Matt Funes — альт (в «Your Loving Flame»)
- Ральф Моррисон (Ralph Morrison) — скрипка (в «Heather»)

## Чарты и сертификации

### Позиции в чартах
| Страна         | Чарт (2001)           | Позиция |
| -------------- | --------------------- | ------- |
| Австрия        | Albums Chart          | 31      |
| Дания          | Albums Chart          | 17      |
| Голландия      | Mega Albums Chart     | 76      |
| Франция        | SNEP Albums Chart     | 33      |
| Италия         | Albums Chart          | 17      |
| Япония         | Oricon Albums Chart   | 27      |
| Норвегия       | VG-lista Albums Chart | 18      |
| Швеция         | Albums Chart          | 19      |
| Швейцария      | Albums Chart          | 62      |
| Великобритания | UK Albums Chart       | 46      |
| США            | Billboard 200         | 26      |

### Сертификации и количество продаж
| Регион                                                            | Сертификация | Количество продаж |
| ----------------------------------------------------------------- | ------------ | ----------------- |
| Япония; (Oricon Charts)                                           |              | 17,560            |
| Великобритания (BPI)                                              | Серебряный   | 60,000^           |
| США (RIAA)                                                        | Золотой      | 399,000           |
| По всему миру                                                     |              | 650,000           |
| ^ — данные по количеству продаж базируются только на сертификации |              |                   |